# King City (Kalifornija)
King City je grad u američkoj saveznoj državi Kalifornija. Prema popisu stanovništva iz 2010. u njemu je živjelo 12.874 stanovnika.